# ヴャチェスラフ・カラバエフ
ヴャチェスラフ・カラバエフ（Vyacheslav Karavayev 、1995年5月20日 - ）は、ロシア・モスクワ出身の同国代表プロサッカー選手。FCゼニト・サンクトペテルブルク所属。ポジションはDF。

## クラブ経歴
地元クラブであるPFC CSKAモスクワの下部組織で育成され、2013年12月2日のFCロストフ戦でトップチームデビュー。
2014年夏、1シーズンの契約でチェコのFKデュクラ・プラハに期限付き移籍。
2016年8月16日、ACスパルタ・プラハに完全移籍。
2018年1月31日、オランダ・エールディヴィジのSBVフィテッセに3年半契約で完全移籍。移籍金は250万ユーロ。
2019年9月2日、FCゼニト・サンクトペテルブルクに4年契約で完全移籍。

## 代表歴
2019年3月11日、UEFA EURO 2020予選のベルギー代表・カザフスタン代表戦を前に、ロシア代表に初めて招集された。10月13日、UEFA EURO 2020予選のキプロス代表戦でロシア代表デビューを飾った。
2020年9月3日、UEFAネーションズリーグのセルビア代表戦で初ゴールを決めた。
2021年6月2日、UEFA EURO 2020参加メンバーに選出された。同大会では全3試合に出場したが、チームはグループステージ敗退に終わった。

### 代表戦での得点
| No. | 開催日       | 開場                 | 対戦国     | スコア | 結果 | 試合概要                      |
| --- | ------------ | -------------------- | ---------- | ------ | ---- | ----------------------------- |
| 1.  | 2020年9月3日 | VTBアレーナ          | セルビア   | 2–0    | 3–1  | UEFAネーションズリーグ2020-21 |
| 2.  | 2021年6月1日 | ヴロツワフ市立競技場 | ポーランド | 1–1    | 1–1  | 親善試合                      |

## タイトル
CSKAモスクワ
- ロシアサッカー・プレミアリーグ: 2013–14

ゼニト・サンクトペテルブルク
- ロシアサッカー・プレミアリーグ: 2019–20[12], 2020–21[13]
- ロシア・カップ: 2019–20[14]
- ロシア・スーパーカップ: 2020[15]